# CPAN
CPAN (аббр. от англ. Comprehensive Perl Archive Network — «всеобъемлющая сеть архивов Perl») — архив документации и программного обеспечения, написанного на языке программирования Perl.

## Модули Perl
Как и во многих языках программирования, в языке Perl имеются механизмы для использования внешних библиотек, то есть файлов, содержащих процедуры на языке Perl, которые используются несколькими программами. В языке Perl принято называть такие библиотеки модулями (англ. modules). Обычно модули Perl устанавливаются в один (или несколько) каталогов, путь к которым закладывается в интерпретатор языка Perl на этапе компиляции интерпретатора; в Unix-подобных операционных системах поиск модулей происходит в каталогах /usr/lib/perl5, /usr/local/lib/perl5 и некоторых их подкаталогах.
Perl содержит набор базовых модулей (англ. core modules). Некоторые из них предназначены для выполнения вспомогательных задач, например, модуль ExtUtils::MakeMaker используется для сборки и установки других модулей; другие модули, такие как CGI.pm, имеют более широкое применение. И хотя возможности набора базовых модулей довольно обширны, авторы языка Perl и не предполагают, что этот набор сможет удовлетворить потребности всех и каждого.